# Aldo Kalulu
Ne doit pas être confondu avec Pierre Kalulu.
Aldo Kalulu Kyatengwa est un footballeur franco-congolais, né le 21 janvier 1996 à Lyon. Il a grandi à Saint-Priest. Formé en tant que milieu de terrain, il évolue au poste d'attaquant au Partizan Belgrade.
Il est le frère aîné de Gédéon Kalulu et de Pierre Kalulu.  Il possède également la nationalité française.

## Carrière

### Débuts à l'Olympique lyonnais
Aldo Kalulu joue son premier match avec les professionnels de l'Olympique lyonnais le 12 septembre 2015 lors d'un match nul et vierge contre le Lille OSC en entrant en jeu à la 78e minute de jeu à la place de Jordan Ferri. 
Le 16 septembre, Aldo Kalulu joue son premier match de Ligue des champions, en remplaçant Claudio Beauvue, lors du premier match européen de la saison, face au club belge du KAA La Gantoise. Son entrée est remarquée puisqu'il provoque un penalty et un carton rouge pour le joueur belge Thomas Foket à quelques minutes du coup de sifflet finale alors que le score est de un partout. Le penalty est cependant arrêté par le gardien du KAA La Gantoise et le match termine sur un score inchangé. 
Il est pour la première fois de sa carrière titulaire la semaine suivante, le 23 septembre 2015, contre le Sporting Club de Bastia et réalise une bonne performance en étant élu homme du match par les les lecteurs de l'Équipe,, notamment grâce à son premier but chez les professionnels dès la 18e minute de jeu. Servi dans la surface de réparation par Steed Malbranque, il lobe le gardien corse, Jean-Louis Leca, puis récupère le ballon et le pousse in fine dans le but vide. Son équipe s'impose finalement sur le score de deux buts à zéro. Au total, il prend part à quatorze matchs lors de sa première saison en pro pour deux buts.

### Prêts au Stade rennais puis au FC Sochaux-Montbéliard
Le 9 janvier 2017, après avoir pris part à six matchs en première partie de saison, pour un but et afin de gagner en temps de jeu sur la deuxième moitié de la saison 2016-2017, il est prêté sans option d'achat au Stade rennais, où il remplace numériquement Paul-Georges Ntep.
Il est prêté au FC Sochaux, en Ligue 2 pour la saison 2017-2018. Il marque son premier but sous ses nouvelles couleurs lors de la première journée de championnat lors d'une victoire deux buts à zéro au Football Bourg-en-Bresse. Il inscrit douze buts sous les couleurs franc-comtoises et est élu joueur de la saison par les supporteurs.

### Transfert en Suisse, au FC Bâle
Le 26 juin 2018, Aldo Kalulu signe en Suisse, au FC Bâle pour une durée de trois ans, soit jusqu'en juin 2021. L'indemnité du transfert est d'environ deux millions d'euros, ainsi qu'un intéressement sur la plus-value d'un futur transfert.

### Prêt à Swansea City et transfert raté
Le 6 août 2019, il est prêté chez le pensionnaire de Championship, Swansea City, pour un an avec option d'achat de 2,5 millions d'euros.
À l'issue de son prêt, son option d'achat n'est pas levée, et il retourne donc en Suisse.
Alors qu'un accord avait été trouvé entre le Amiens SC, le FC Bâle et le joueur pour son transfert chez les picards, la direction amiénoise décide finalement de tout annuler en urgence, ne réussissant pas à vendre un joueur indésirable, nécessaire pour libérer de la masse salariale.

### Retour au FC Sochaux-Montbéliard
Le 29 juin 2021, le club de Franche-Comté annonce le retour d'Aldo Kalulu, libre de tout contrat, pour 3 saisons (+1 en option).
Lors de la saison 2021-2022, Aldo Kalulu est tout seul en pointe et se débrouille et marque à dix reprises pour cinq passes décisives.  
Grâce à ses bonnes performances, il est prolongé et le club atteint la saison suivante les barrages pour l'accession en Ligue 1 mais perd contre l'AJ Auxerre lors de la séance de tirs au but.  

### Partizan Belgrade
Libre de tout contrat après deux saisons au FCSM, il rejoint le 25 juillet 2023 le club serbe du Partizan Belgrade. 
Exclu dès son premier match avec le club après avoir reçu deux cartons jaunes, il s'impose rapidement comme un titulaire régulier et termine vice-champion de Serbie en 2024 et 2025.

## Statistiques détaillées
| Saison                | Club                          | Championnat           | Championnat | Championnat | Championnat | Coupe(s) nationale(s) | Coupe(s) nationale(s) | Coupe(s) nationale(s) | Compétition(s) continentale(s) | Compétition(s) continentale(s) | Compétition(s) continentale(s) | Compétition(s) continentale(s) | Total | Total | Total |
| Saison                | Club                          | Division              | M.          | B.          | P.d.        | M.                    | B.                    | P.d.                  | Comp.                          | M.                             | B.                             | P.d.                           | M.    | B.    | P.d.  |
| 2015-2016             | Olympique lyonnais            | Ligue 1               | 10          | 2           | 0           | 2                     | 0                     | 1                     | C1                             | 2                              | 0                              | 0                              | 14    | 2     | 1     |
| 2016-2017             | Olympique lyonnais            | Ligue 1               | 4           | 1           | 0           | -                     | -                     | -                     | C1                             | 2                              | 0                              | 0                              | 6     | 1     | 0     |
| Sous-total            | Sous-total                    | Sous-total            | 14          | 3           | 0           | 2                     | 0                     | 1                     | -                              | 4                              | 0                              | 0                              | 20    | 3     | 1     |
| 2016-2017             | Stade rennais FC (prêt)       | Ligue 1               | 10          | 0           | 1           | 1                     | 0                     | 0                     | -                              | -                              | -                              | -                              | 11    | 0     | 1     |
| 2017-2018             | FC Sochaux-Montbéliard (prêt) | Ligue 2               | 31          | 11          | 3           | 5                     | 1                     | 0                     | -                              | -                              | -                              | -                              | 36    | 12    | 3     |
| 2018-2019             | FC Bâle                       | Super League          | 17          | 0           | 1           | 4                     | 1                     | 0                     | C1+C3                          | 2+1                            | 0                              | 0                              | 24    | 1     | 1     |
| 2020-2021             | FC Bâle                       | Super League          | 10          | 0           | 3           | 1                     | 0                     | 1                     | C3                             | 1                              | 0                              | 0                              | 12    | 0     | 4     |
| Sous-total            | Sous-total                    | Sous-total            | 27          | 0           | 4           | 5                     | 1                     | 1                     | -                              | 4                              | 0                              | 0                              | 36    | 1     | 5     |
| 2019-2020             | Swansea City (prêt)           | Championship          | 11          | 0           | 1           | 1                     | 0                     | 0                     | -                              | -                              | -                              | -                              | 12    | 0     | 1     |
| 2021-2022             | FC Sochaux-Montbéliard        | Ligue 2               | 37          | 10          | 5           | -                     | -                     | -                     | -                              | -                              | -                              | -                              | 37    | 10    | 5     |
| 2022-2023             | FC Sochaux-Montbéliard        | Ligue 2               | 37+2        | 6           | 3           | 1                     | 0                     | 0                     | -                              | -                              | -                              | -                              | 40    | 6     | 3     |
| Sous-total            | Sous-total                    | Sous-total            | 76          | 16          | 8           | 1                     | 0                     | 0                     | -                              | -                              | -                              | -                              | 77    | 16    | 8     |
| 2023-2024             | FK Partizan Belgrade          | Super liga            | 28+6        | 3           | 4           | 3                     | 0                     | 0                     | C4                             | 4                              | 0                              | 0                              | 41    | 3     | 4     |
| 2024-2025             | FK Partizan Belgrade          | Super liga            | 28+6        | 4+2         | 5           | 2                     | 0                     | 0                     | C1+C3+C4                       | 2+2+1                          | 0                              | 1+0+0                          | 41    | 6     | 6     |
| 2025-2026             | FK Partizan Belgrade          | Super liga            | 1           | 0           | 0           | -                     | -                     | -                     | C3+C4                          | 2+1                            | 0                              | 0                              | 4     | 0     | 0     |
| Sous-total            | Sous-total                    | Sous-total            | 69          | 9           | 9           | 5                     | 0                     | 0                     | -                              | 12                             | 0                              | 1                              | 86    | 9     | 10    |
| Total sur la carrière | Total sur la carrière         | Total sur la carrière | 237         | 39          | 26          | 21                    | 2                     | 2                     | -                              | 20                             | 0                              | 1                              | 278   | 41    | 29    |

### En sélection nationale
| Saison                | Sélection             | Phases finales        | Phases finales | Phases finales | Éliminatoires | Éliminatoires | Matchs amicaux | Matchs amicaux | Total | Total |
| Saison                | Sélection             | Compétition           | M              | B              | M             | B             | M              | B              | M     | B     |
| --------------------- | --------------------- | --------------------- | -------------- | -------------- | ------------- | ------------- | -------------- | -------------- | ----- | ----- |
| 2022-2023             | RD Congo              | -                     | -              | -              | 2             | 0             | 1              | 0              | 3     | 0     |
| 2023-2024             | RD Congo              | -                     | -              | -              | -             | -             | 2              | 0              | 2     | 0     |
| Total sur la carrière | Total sur la carrière | Total sur la carrière | -              | -              | 2             | 0             | 3              | 0              | 5     | 0     |

## Palmarès
Il est finaliste de la Coupe Gambardella en 2015 avec les U19 de l'Olympique lyonnais et vice-champion de France 2015 avec l'équipe première.
Avec le FC Bâle, il est vice-champion de Suisse en 2019 et 2021.
Il est également vice-champion de Serbie en 2024 et 2025 avec le Partizan Belgrade.